# Cosme III d'Alexandria
Cosme III - قزمان التالت; en àrab egipci - (segle IX – 27 de febrer del 932) fou el 58è papa de l'església ortodoxa copta. És commemorat en el santoral copte el 3 de paremhat .  Tot i que segons les fonts més antigues regnà del 920 al 27 de gener de 934, els autors contemporanis situen l'interval entre el 920 i el 932. Nomenà un metropolità per a l'Església Ortodoxa Etíop, després d'anys d'absència vicària del governant etíop.  Això causà conflictes pel tron d'Etiòpia i una relació tensa amb el tron papal. Després de 12 anys de patriarcat, morí el 3 de paremhat de l'any 648 (27 de febrer de l'any 932 dC).